# El Talladell
El Talladell es una localidad perteneciente al municipio de Tárrega, en la provincia de Lérida, comunidad autónoma de Cataluña, España. 

## Historia
El municipio de Talladell desapareció en 1969, al ser incorporado junto con los de Figuerosa y Claravalls al término municipal de Tárrega.

## Demografía
| Gráfica de evolución demográfica de Talladell entre 1842 y 1960 |
| |
| Población de derecho según los censos de población del INE Población de hecho según los censos de población del INEEn este censo se denominaba Tallacell: 1842 Entre el censo de 1970 y el anterior, este municipio desaparece porque se integra en el municipio 25217 (Tárrega) |

En 2020 contaba con 231 habitantes.